# Пирогова
Пирого́ва — пасажирський залізничний зупинний пункт Сумської дирекції Південної залізниці на електрифікованій лінії Люботин-Західний — Полтава-Південна між станціями Люботин-Західний та Огульці імені Олександра Пучка. Розташований у селі Буцьківка Богодухівського району Харківської області.

## Пасажирське сполучення
На зупинному пункті зупиняються приміські поїзди Харків — Люботин — Огульці.